# Budd Company
The Budd Company (atualmente ThyssenKrupp Budd) é uma empresa norte-americana que atua no segmento siderúrgico e na fabricação de auto-peças para as indústrias rodoviária e ferroviária. No Brasil, ficou famosa pela fabricação de carros de passageiros em aço inox para as ferrovias estatais RFFSA, EFSJ, EFS, CBTU, CMSP e CMRJ.

## História

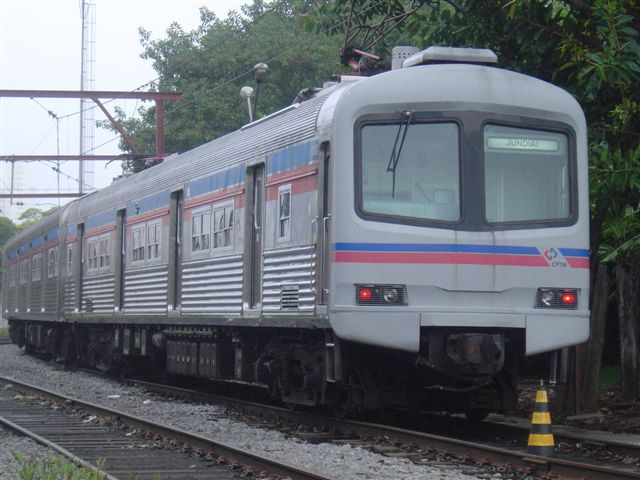
Os TUEs da Série 1100 que circulam na Linha 7 do Trem Metropolitano de São Paulo, foram fabricados nos Estados Unidos em 1956 pela The Budd CO.

Em 1916, Budd construiu uma das primeiras carrocerias de aço, para o Dodge.

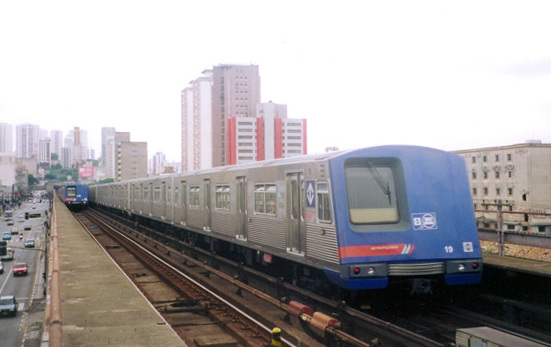
Os antigos trens da Frota A do Metrô de São Paulo, baseados no BART (San Francisco Bay Area Rapid Transit District) de São Francisco, foram fabricados pela Mafersa sob licença The Budd CO.